# EuroVelo 2
L’EuroVelo 2 (EV 2), detta anche «la strada delle Capitali», è una pista ciclabile parte della rete del programma europeo EuroVelo. Lunga 5.500 chilometri, unisce Galway in Irlanda a Mosca collegando da ovest a est sette paesi.